# Elvitegravir
Elvitegravir é um fármaco utilizado no tratamento do HIV que age inibindo a integrase, essencial na reprodução do vírus.
Foi desenvolvido pela Gilead Sciences Inc., da Califórnia.